# Blackford (Perth e Kinross)
Blackford (Srath Gaoithe in lingua gaelica scozzese) è una località della Scozia, situata nell'area di consiglio di Perth e Kinross.